# 佐伊·李
佐伊·萨曼莎·李（英語：Zoe Samantha Lee，1985年12月15日—），英国女子赛艇运动员。她曾代表英国参加2016年夏季奥林匹克运动会赛艇比赛，获得女子八人单桨有舵手银牌。